# Вернер Чиган
Вернер Чиган (нім. Werner Czygan; 25 листопада 1907, Моґільно — 12 червня 1943, Атлантичний океан) — німецький офіцер-підводник, корветтен-капітан крігсмаріне.

## Біографія
В 1925 році вступив на флот. З 6 грудня 1941 року — командир підводного човна U-118, на якому здійснив 4 походи (разом 112 днів у морі). 12 червня 1943 року U-118 був потоплений в Центральній Атлантиці (30°49′ пн. ш. 33°49′ зх. д.) глибинними бомбами восьми бомбардувальників «Евенджер» з ескортного авіаносця ВМС США «Боуг». 16 членів екіпажу були врятовані, 43 (включаючи Чигана) загинули.
Всього за час бойових дій потопив 4 кораблі загальною водотоннажністю 14 989 тонн і пошкодив 2 кораблі загальною водотоннажністю 11 945 тонн. Всі кораблі підірвались на мінах.
| Дата           | Назва корабля           | Тип               | Тоннаж | Вантаж                                                    | Екіпаж | Загинули | Країна             | Конвой |
| -------------- | ----------------------- | ----------------- | ------ | --------------------------------------------------------- | ------ | -------- | ------------------ | ------ |
| 7 лютого 1943  | Baltonia                | Торговий пароплав | 2,013  | 1215 тонн кислих апельсинів і 6 тонн генеральних вантажів | 62     | 11       | Британська імперія | MKS-7  |
| 7 лютого 1943  | Empire Mordred          | Торговий пароплав | 7,024  | Баласт                                                    | 70     | 15       | Британська імперія | MKS-7  |
| 7 лютого 1943  | Mary Slessor            | Торговий теплохід | 5,027  | Генеральні вантажі, включаючи сардини і винний камінь     | 80     | 32       | Британська імперія | MKS-7  |
| 10 лютого 1943 | Duero (пошкоджений)     | Торговий пароплав | 2,008  |                                                           | ?      | ?        | Іспанія            |        |
| 22 лютого 1943 | Thorsholm (пошкоджений) | Тепловий танкер   | 9,937  | Баласт                                                    | ?      | 0        | Норвегія           | GUS-4  |
| 22 лютого 1943 | HMCS Weyburn (K173)     | Корвет            | 925    |                                                           | 83     | 12       | Канада             | MKS-8  |

## Звання
- Морський кадет (16 листопада 1925)
- Фенріх-цур-зее (1 квітня 1927)
- Лейтенант-цур-зее (1 жовтня 1929)
- Оберлейтенант-цур-зее (1 жовтня 1931)
- Капітан-лейтенант (1 лютого 1936)
- Корветтен-капітан (1 квітня 1940)

## Нагороди
- Медаль «За вислугу років у Вермахті» 4-го і 3-го класу (12 років)
- Залізний хрест
  - 2-го класу (24 квітня 1940)
  - 1-го класу (лютий 1943)
- Нагрудний знак флоту (15 липня 1941)
- Нагрудний знак підводника (14 грудня 1942)